# Пединівська волость
Пединівська волость — історична адміністративно-територіальна одиниця Звенигородського повіту Київської губернії з центром у селі Пединівка.
Станом на 1886 рік складалася з 15 поселень, 8 сільських громад. Населення — 10218 осіб (4996 чоловічої статі та 5222 — жіночої), 1572  дворових господарство.
|                     | Площа, десятин | У тому числі орної, дес. |
| ------------------- | -------------- | ------------------------ |
| Сільських громад    | 6811           | 4402                     |
| Приватної власності | 8546           | 4879                     |
| Іншої власності     | 328            | 273                      |
| Загалом             | 15685          | 9554                     |

Поселення волості:
- Пединівка — колишнє власницьке село, 1150 особи, 231 двір, православна церква, 2 постоялих будинки, 5 вітряних млинів.
- Будище — колишнє власницьке село, 997 осіб, 166 дворів, православна церква, школа, постоялий будинок, 5 вітряних млинів, 2 цегельних заводи.
- Верещаки — колишнє власницьке село, 528 осіб, 89 дворів, православна церква, школа, постоялий будинок, 4 вітряних млини.
- Гнилець — колишнє власницьке село, 800 осіб, 141 двір, православна церква, школа, постоялий будинок, 3 вітряних млини.
- Журавка — колишнє власницьке село, 1541 особа, 244 двори, православна церква, школа, постоялий будинок, 9 вітряних млинів.
- Майданівка — колишнє власницьке село, 829 осіб, 111 двір, школа, православна церква, постоялий будинок, водяний і 3 вітряних млини.
- Моринці — колишнє власницьке село, 2800 осіб, 406 дворів, православна церква, школа, 3 постоялих будинки, базари, 11 вітряних млинів.
- Сегединці — колишнє власницьке село, 700 осіб, 129 дворів, православна церква, школа, постоялий будинок, 2 водяних і вітряний млини.

Старшинами волості були:
- 1909—1912 роках — Яким Мусійович Зацаринний[2],[3];
- 1913—1915 роках — Євмен Павлович Відоменко[4],[5],[6].